# Pierre d'Oblicamp
La pierre d'Oblicamp est un menhir situé sur le territoire de la commune de Bavelincourt, dans le département de la Somme, en région Hauts-de-France.

## Situation
Le menhir est situé à environ 1,5 km du village, sur le plateau qui sépare les vallées de l'Hallue et de l'Ancre.

## Protection
La pierre d'Oblicamp est classée au titre des monuments historiques par arrêté du 5 janvier 1970.

## Description
Le menhir est orienté nord-ouest/sud-est. Il mesure de 2,40 m de hauteur hors-sol pour 1,80 m de largeur et une épaisseur de 0,30 à 0,40 m. Il serait enfoncé sur 1,25 m de profondeur. La face sud-est est à peu près unie, l'autre face est plus irrégulière. 

## Folklore
Selon la tradition populaire, les fées et les sorciers se réunissaient près de la pierre et celle-ci, certains jours de l'année, pousse, parle et danse. 